# Hipparchia stultina
Hipparchia stultina är en fjärilsart som beskrevs av Le Cerf 1913. Hipparchia stultina ingår i släktet Hipparchia och familjen praktfjärilar. Inga underarter finns listade i Catalogue of Life.